# Notharchus ordii
Notharchus ordii е вид птица от семейство Bucconidae.

## Разпространение
Видът е разпространен в Боливия, Бразилия, Венецуела, Колумбия и Перу.